# Canoagem nos Jogos Olímpicos de Verão de 2008 - K-1 500 m feminino
A competição feminina do K-1 500m da canoagem nos Jogos Olímpicos de Verão de 2008 foi realizada entre os dias 19 e 23 de agosto de 2008 no Parque Olímpico Shunyi.

## Medalhistas
| Ouro   | UKR Inna Osypenko-Radomska |
| Prata  | ITA Josefa Idem            |
| Bronze | GER Katrin Wagner-Augustin |

## Resultados

### Eliminatórias
Regras de classificação: vencedora → Final, 2º ao 6º →Semifinais, os restantes são eliminados

#### Eliminatória 1
| Pos. | Atleta               | País              | Tempo    |    |
| ---- | -------------------- | ----------------- | -------- | -- |
| 1    | Katalin Kovacs       | HUN Hungria       | 1:49.424 | QF |
| 2    | Maria Teresa Portela | ESP Espanha       | 1:51.664 | QS |
| 3    | Jennifer Hodson      | RSA África do Sul | 1:51.655 | QS |
| 4    | Shinobu Kitamoto     | JPN Japão         | 1:52.148 | QS |
| 5    | Chantal Meek         | AUS Austrália     | 1:53.374 | QS |
| 6    | Malgorzata Chojnacka | POL Polônia       | 1:53.635 | QS |
| 7    | Karen Furneaux       | CAN Canadá        | 1:54.065 | QS |
| 8    | Estefania Fontanini  | ARG Argentina     | 2:00.291 |    |
| 9    | Kathia Ba            | SEN Senegal       | 2:17.740 |    |

#### Eliminatória 2
| Pos. | Atleta                 | País               | Tempo    |    |
| ---- | ---------------------- | ------------------ | -------- | -- |
| 1    | Josefa Idem            | ITA Itália         | 1:48.864 | QF |
| 2    | Zhong Hongyan          | CHN China          | 1:49.440 | QS |
| 3    | Lucy Wainwright        | GBR Grã-Bretanha   | 1:50.103 | QS |
| 4    | Carrie Johnson         | USA Estados Unidos | 1:50.221 | QS |
| 5    | Henriette Engel Hansen | DEN Dinamarca      | 1:52.773 | QS |
| 6    | Teresa Portela         | POR Portugal       | 1:53.761 | QS |
| 7    | Anne Rikala            | FIN Finlândia      | 1:54.294 | QS |
| 8    | Tatsiana Fedarovich    | BLR Bielorrússia   | 1:57.881 |    |

#### Eliminatória 3
| Pos. | Atleta                 | País              | Tempo    |    |
| ---- | ---------------------- | ----------------- | -------- | -- |
| 1    | Katrin Wagner-Augustin | GER Alemanha      | 1:48.875 | QF |
| 2    | Inna Osypenko-Radomska | UKR Ucrânia       | 1:49.776 | QS |
| 3    | Spela Ponomarenko      | SLO Eslovênia     | 1:49.973 | QS |
| 4    | Sofia Paladanius       | SWE Suécia        | 1:51.110 | QS |
| 5    | Yuliana Salkhova       | RUS Rússia        | 1:51.628 | QS |
| 6    | Erin Taylor            | NZL Nova Zelândia | 1:52.517 | QS |
| 7    | Zulmarys Sanchez       | VEN Venezuela     | 1:57.728 | QS |
| 8    | Lee Soonja             | KOR Coreia do Sul | 1:58.140 |    |

### Semifinais
Regras de classificação: 1º ao 3º → Final, os restantes estão eliminados

#### Semifinal 1
| Pos. | Atleta                 | País               | Tempo    |    |
| ---- | ---------------------- | ------------------ | -------- | -- |
| 1    | Inna Osypenko-Radomska | UKR Ucrânia        | 1:51.558 | QF |
| 2    | Lucy Wainwright        | GBR Grã-Bretanha   | 1:52.580 | QF |
| 3    | Jennifer Hodson        | RSA África do Sul  | 1:53.209 | QF |
| 4    | Carrie Johnson         | USA Estados Unidos | 1:53.721 |    |
| 5    | Sofia Paladanius       | SWE Suécia         | 1:53.797 |    |
| 6    | Teresa Portela         | POR Portugal       | 1:54.831 |    |
| 7    | Chantal Meek           | AUS Austrália      | 1:54.876 |    |
| 8    | Malgorzata Chojnacka   | POL Polônia        | 1:55.619 |    |
| 9    | Zulmarys Sanchez       | VEN Venezuela      | 2:02.764 |    |

#### Semifinal 2
| Pos. | Atleta                 | País              | Tempo    |    |
| ---- | ---------------------- | ----------------- | -------- | -- |
| 1    | Zhong Hongyan          | CHN China         | 1:53.163 | QF |
| 2    | Yuliana Salkhova       | RUS Rússia        | 1:53.603 | QF |
| 3    | Spela Ponomarenko      | SLO Eslovênia     | 1:53.812 | QF |
| 4    | Anne Rikala            | FIN Finlândia     | 1:54.025 |    |
| 5    | Erin Taylor            | NZL Nova Zelândia | 1:54.300 |    |
| 6    | Maria Teresa Portela   | ESP Espanha       | 1:54.981 |    |
| 7    | Karen Furneaux         | CAN Canadá        | 1:55.145 |    |
| 8    | Henriette Engel Hansen | DEN Dinamarca     | 1:55.960 |    |
| 9    | Shinobu Kitamoto       | JPN Japão         | 2:01.105 |    |

### Final
| Pos. | Atleta                 | País              | Tempo    |
| ---- | ---------------------- | ----------------- | -------- |
|      | Inna Osypenko-Radomska | UKR Ucrânia       | 1:50.673 |
|      | Josefa Idem            | ITA Itália        | 1:50.677 |
|      | Katrin Wagner-Augustin | GER Alemanha      | 1:51.022 |
| 4    | Katalin Kovacs         | HUN Hungria       | 1:51.139 |
| 5    | Zhong Hongyan          | CHN China         | 1:52.220 |
| 6    | Spela Ponomarenko      | SLO Eslovênia     | 1:52.363 |
| 7    | Lucy Wainwright        | GBR Grã-Bretanha  | 1:53.102 |
| 8    | Jennifer Hodson        | RSA África do Sul | 1:53.353 |
| 9    | Yuliana Salkhova       | RUS Rússia        | 1:53.973 |